# Țestoasă de apă cu tâmple roșii

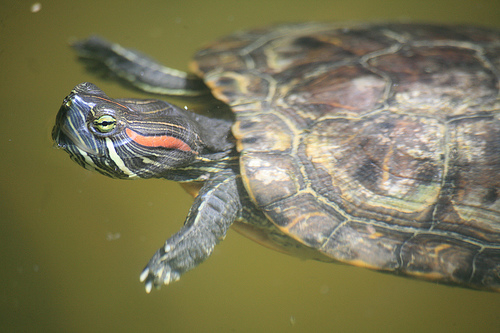

Țestoasa de apă cu tâmple roșii (lat. Trachemys scripta elegans) este probabil cea mai cunoscută și recunoscută dintre țestoase. Este o țestoasă de mărime medie cu o carapace de culoare verde închis, plastron (partea de sub) de culoare galbenă, picioare verzi cu dungi galbene subțiri și un cap verde cu niște dungi roșii în spatele ochilor. 

Țestoasele cu tâmple roșii au fost odată foarte populare ca animale de casă pentru copii până când s-a descoperit că unele dintre ele poartă salmonela. În SUA este ilegală vânzarea acestor țestoase dacă sunt mai mici de 10 cm în diametru.

În multe istorisiri native americane, pământul pe care trăiau oamenii era spatele unei mari țestoase plutind într-o mare întindere de apă. Țestoasele erau considerate sacre și nu erau niciodată ucise. Cele 13 piese de pe carapacea unor țestoase reprezentau cele 13 luni ale anului.
Carapacea țestoasei nu este altceva decât totalitatea coastelor unite și acoperite cu un strat subțire de piele. Fiecare coastă este formată din piese asemănătoare unui puzzle care cresc la capete. Acest lucru îi permite creșterea.

## Evoluție
În privința țestoaselor există dezacorduri și dispute. În 1999, biologii moleculari au descoperit dovezi că crocodilienii și țestoasele au un strămoș comun . Se estimează originea lor ca fiind în Triasic, perioadă de origine pentru majoritatea reptilelor în viață. Estimările indică că țestoasele au deviat din crocodilieni acum 207 de milioane de ani .

## Ecologie
Țestoasele cu tâmple roșii au vederea foarte bună, un auz foarte slab, dar sunt foarte sensibile la vibrații, lucru care face destul de greu să fie surprinse. Chiar numele lor provine din faptul că sunt foarte agile în a aluneca pe roci, bușteni sau maluri dacă pericolul se apropie.
Țestoasele comunică în general prin atingeri și vibrații. Dorm noaptea în apă, de obicei odihnindu-se pe fundul apei sau plutind la suprafață, folosindu-și aerul adunat în gât ca să le ajute să plutească. Țestoasele devin inactive la temperaturi sub 10 °C. Hibernează sub apă, sub mal sau buturugi goale.

Țestoasele cu tâmple roșii sunt cele mai comune țestoase ale Texasului. Numele lor în engleză („red ear slider”) provine de la dunga roșie din spatele ochilor și de la obiceiul lor de a aluneca de pe pietre și bușteni în apă când sunt speriate. Țestoasele mai înaintate în vârstă sunt adesea acoperite cu alge.

Pot supraviețui 40 de ani în sălbăticie, dar majoritatea trăiesc până la 30 de ani. Aproximativ 70% mor în ouă. Oposumii, sconcșii și vulpile prădează ouăle. După ce ajung la maturitate, sunt apărați de majoritatea prădătorilor. Oamenii exploatează aceste țestoase ca hrană și animal de companie.

Țestoasele cu tâmple roșii au sânge rece și petrec ore întregi stând la soare pe pietre și bușteni. Dacă nu sunt destule pietre sau bușteni pentru toate, ele se vor sui una peste alta. Se îngroapă în pământ moale sau nămol în timpul iernii pentru a scăpa de frig. Când populația crește prea mult, ele pornesc pe uscat în căutarea unor alte ape și mâncare.
Mănâncă plante acvatice, pești mici și materiale descompuse. În sălbăticie, țestoasele tinere tind să mănânce 70% materie animală și 30% plante, dar adulții mănâncă 90% plante și 10% materie animală. Țestoasele sunt omnivore, adică mănâncă și substanțe vegetale și animale, în general mănâncă insecte acvatice, melci, pești, crustacei, moluște și diferite plante.

În captivitate pot fi hrănite de asemenea cu orice, dar printre felurile preferate de mâncare se numără inima de vită (crudă, tăiată în bucăți pe care să le poată înghiți odată), sau inimă de vită uscată, care se găsește la magazine de specialitate și ouăle de furnică.

## Reproducerea
Masculii sunt mai mici decât femelele. Ghearele din față ale masculilor sunt mai lungi decât ale femelelor. Anusul este de obicei sub nivelul carapacei la femelă, iar la mascul în afară. Coada este mai lungă la masculi. Masculii au o ușoară concavitate pe partea de sub ele a carapacei (pe „burtă”) pentru a putea urca pe femelă la împerechere. Gheare mai lungi care sunt folosite la curtare și împerechere.
Curtarea implică un dans unic unde masculul se apropie de femelă din față, își întinde membrele din față și vibrează ghearele lor pe capul sau gâtul femelei. Femela va continua să înoate spre el în timp ce masculul continuă acest lucru până când femela este receptivă și coboară spre fund pentru împerechere. Împerecherea se face de obicei din martie până în iulie.

Femelele își lasă ouăle în găuri săpate de ele și pleacă. Țestoasele nou născute trebuie să aibă grijă de ele din momentul nașterii.

Femela depune oua până la de trei ori pe an, de la 4 până la 19 ouă într-o gaură de pe uscat. Îngropând ouăle, le oferă protecție contra prădătorilor și incubare la temperatura solului. Ouăle vor sta de la 60 până la 75 de zile, de obicei din iulie până în septembrie, dar pot petrece și lunile de iarnă până în primăvară. Puii de țestoasă ies din ou cu ajutorul unei caruncule care dispare la scurt timp după ce ies din ou. Maturitatea este atinsă la masculi la 3-5 ani iar la femele la 5-7 ani.
Toate aceste observații sunt prezente doar când ajung la peste 6 cm lungime. Un test sigur se poate face cu ultrasunete, întrucât țestoasele își țin organele genitale în interior în afara momentului împerecherii.

## Habitat
Aceste țestoase sunt de origine din America de Nord, zona văii râului Mississippi, Virginia, de la vest de Illinois către Kansas și Oklahoma și sudul Golfului Mexic, dar au fost răspândite în toată lumea ca un animal ieftin de companie. Preferă apele liniștite cu un fund nămolos și vegetație abundentă, dar sunt rareori găsite și în ape curgătoare. Pot fi văzute des încălzindu-se la soare pe roci, bușteni sau vegetație.

## Distribuție
Distribuția lor se întinde din Indiana până în New Mexico în jos prin Texas până în Golful Mexic.